# Ранги
Ранги са етническа и лингвистична група в региона Додома, централна Танзания. През 1999 популацията им е 350 000 души.
Ранги наричат техния език Килаанги. По-често е наричан Ранги или Киранги. Повечето изповядват исляма. 
По-голямата част от хората Ранги живеят в села, като са свързвани с черна магия и дори днес са съдени за ритуални убийства. 